# Nompumelelo Ntuli Zuma

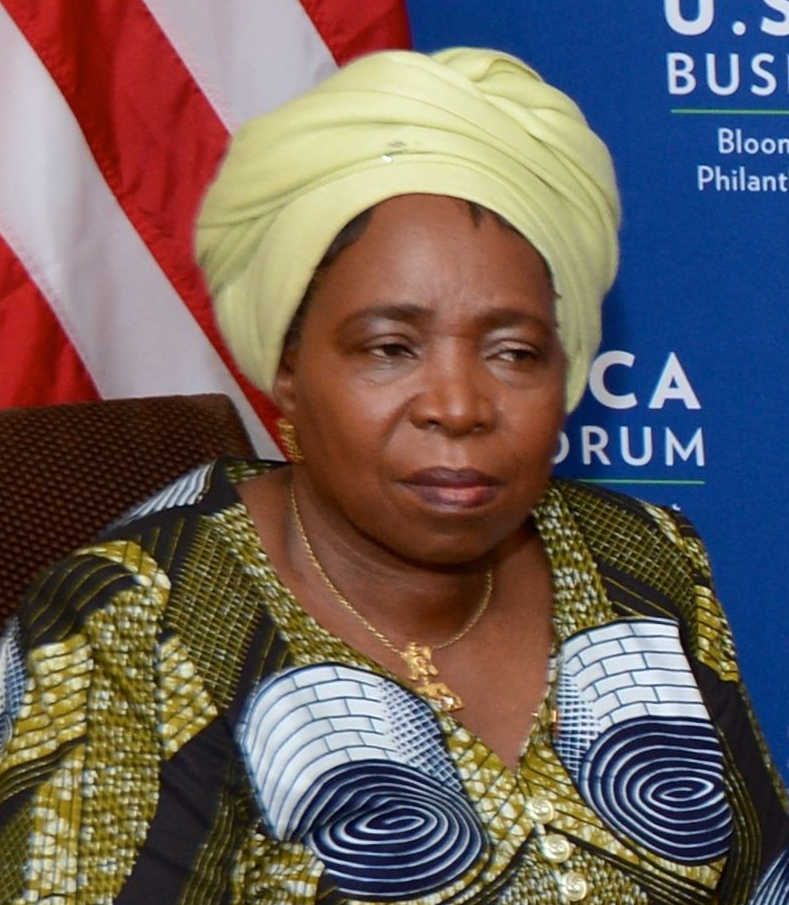

Nompumelelo Ntuli Zuma hoặc Nkosazana Dlamini-Zuma hay tên đầy đủ là Nkosazana Clarice Dlamini-Zuma, đôi khi người khác viết tắt tên bà là NDZ (sinh ngày 27 tháng 1 năm 1949) là tên của một nữ chính trị gia người Nam Phi và là nhà hoạt động chống phân biệt chủng tộc. Ngoài ra, bà còn là vợ cũ của tổng thống Nam Phi Jacob Zuma và bà luôn được ông ưu ái đến mức ông muốn bà kế nhiệm chức chủ tịch của đảng Quốc hội châu Phi (tiếng Anh: African National Congress) và chức tổng thống Nam Phi.

## Lí lịch
Bà là người Zulu (dân tộc sống ở phía Nam châu Phi và đông nhất ở Nam Phi) sinh ra ở Natal và là người chị cả trong một gia đình 8 anh chị em.
Năm 1971, bà học ngành động vật học và thực vật học ở đại học Zululand rồi tốt nghiệp bằng cử nhân khoa học. Sau đó, bà bắt đầu học ngành dược tại đại học Natal.
Năm 1978, bà bị đi đày và phải kết thúc việc du học tại trường đại học Bristol, Anh.
Sau đó, bà làm bác sĩ tại bệnh viện chính phủ Mbabane, ở Swaziland. Tại đó, bà gặp chồng của bà, ông Jacob Zuma.
Bà và ông Zuma có bốn người con gái tên là: Msholozi (sinh năm 1982), Gugulethu Zuma-Ncube (sinh năm 1985), "Thuli" Nokuthula Nomaqhawe (sinh năm 1987) và Thuthukile Zuma (sinh năm 1989). Tháng 6 năm 1998, hai người li hôn.

## Sự nghiệp
Bà là bộ trưởng bộ y tế trong bộ nội các của chính phủ tổng thống Nelson Mandela nhằm xóa bỏ sự phân biệt chủng tộc trong bộ y tế và nới rộng phạm vi của những bang chống thuốc lá. Ngoài ra, bà là người đã công bố một dự luật khiến việc hút thuốc lá ở những nơi hay các tòa nhà công cộng là hành vi bất hợp pháp.
Tuy nhiên, bà bị chỉ trích do ủng hộ việc sản xuất Virodene (một loại thuốc chữa HIV/AIDS được phát triển bởi Nam Phi) do thực chất nó một dung môi công nghiệp độc hại.
Từ năm 1999 đến năm 2009, bà là bộ trưởng bộ ngoại giao trong thời gian tổng thống Thabo Mbeki và tổng thống tạm thời Kgalema Motlanthe đương nhiệm. Trong thời gian đó, bà lại bị chỉ trích vì sự "ngoại giao im lặng" trong việc đáp trả lại sự kiện bạo lực ở Zimbabwe.